# Brokstedt
Brokstedt est une commune allemande du Schleswig-Holstein, située dans l'arrondissement de Steinburg (Kreis Steinburg), à 14 kilomètres au sud-ouest de la ville de Neumünster. Brokstedt est l'une des 19 communes de l'Amt Kellinghusen dont le siège est à Kellinghusen.

## Jumelage
- Przechlewo (Pologne) depuis le 25 juin 2016[1]